# 김연광
김연광 (金鍊光, 1524년 ~ 1592년)은 조선 중기의 관리이다.
1592년 임진왜란이 일어나자 회양부사로 부임하였다. 모리 가쓰노부가 이끄는 일본군 제 4군이 1592년 6월 5일 회양에 도달했다. 김연광은 도망가지 않고 일본군에 맞서 싸웠다. 일본군이 그의 손가락을 칼로 찌르며 굴복시키고자 하였지만, 끝내 굴복하지 않고 아내와 함께 전사하였다. 그는 예조참판과 의금부 동지사를 추증받았으며 개성의 숭절사에 배향되었다.
1. ↑  조, 성도(해군사관학교, 한국사). “김연광 (金練光)”. 《한국민족문화대백과사전》 (Academy of Korean Studies).